# Amaroo, New South Wales
Amaroo är en by (locality) i Cabonne Shire i New South Wales i Australien. Folkmängden uppgick till 566 år 2006.